# Žalany
Žalany település Csehországban, Teplicei járásban. Žalany Velemín, Rtyně nad Bílinou, Bžany, Bořislav és Kostomlaty pod Milešovkou településekkel határos. Lakosainak száma 498 fő (2024. január 1.).

## Népesség
A település lakosságának változását az alábbi diagram mutatja:
| Lakosok száma | 660  | 765  | 1001 | 724  | 528  | 456  | 520  | 509  | 520  | 498  |
|               | 1869 | 1890 | 1921 | 1950 | 1980 | 2001 | 2017 | 2019 | 2022 | 2024 |